# Kurama (tàu chiến-tuần dương Nhật)
Kurama (tiếng Nhật: 鞍馬) là một tàu tuần dương bọc thép thuộc lớp Ibuki bao gồm hai chiếc, được Hải quân Đế quốc Nhật Bản chế tạo trước Chiến tranh Thế giới thứ nhất. Nó được xếp lại lớp như một tàu chiến-tuần dương, rồi bị tháo dỡ năm 1923 do những giới hạn của Hiệp ước Hải quân Washington.

## Thiết kế và chế tạo
Lớp Ibuki được vạch kế hoạch trong cuộc Chiến tranh Nga-Nhật, và được chấp thuận cho chế tạo trong Ngân sách Hải quân Bổ sung 1904, cùng một lúc với chiếc tàu tuần dương bọc thép Tsukuba, nhưng với cỡ pháo lớn hơn và loại động cơ turbine hơi nước hộp số, hứa hẹn sẽ cung cấp một công suất và tốc độ lớn hơn. Tuy nhiên, những vấn đề liên quan đến động cơ turbine đã trì hoãn việc chế tạo, khiến Kurama chỉ được hoàn tất với động cơ hơi nước ba buồng bành trướng đặt dọc kiểu cũ; còn việc chế tạo con tàu chị em Ibuki với động cơ turbine bị trễ hơn hai năm.
Kurama được chế tạo tại Xưởng hải quân Yokosuka. Nó được đặt lườn vào ngày 23 tháng 8 năm 1905, được hạ thủy vào ngày 21 tháng 10 năm 1907 và được đưa ra hoạt động vào ngày 28 tháng 2 năm 1911. Kurama được đặt tên theo núi Kurama tọa lạc về phía Bắc thành phố Kyoto, Nhật Bản.

## Lịch sử hoạt động
Không lâu sau khi hoàn tất, Kurama thực hiện một chuyến đi đến Anh Quốc với Đô đốc Hayao Shimamura trên tàu để tham dự lễ đăng quang của Vua George V vào tháng 6 năm 1911, ghé thăm Singapore, Aden, Malta, Portsmouth và Spithead trên đường đi. Trên chặng quay về, nó đã ghé qua Pháp, Ý và Áo-Hung. Đến ngày 28 tháng 8 năm 1912, Kurama cùng với tàu chị em Ibuki được Hải quân Nhật xếp lại lớp như một tàu chiến-tuần dương.
Kurama đã đóng một vai trò quan trọng trong Chiến tranh Thế giới thứ nhất, như sự góp phần của Nhật Bản vào những nỗ lực chiến tranh của phe Đồng Minh theo thỏa thuận Liên minh Anh-Nhật. Nó đã bảo vệ các tàu bè thương mại Anh tại Thái Bình Dương, và cùng với các thiết giáp hạm Kongō và Hiei hỗ trợ cho cuộc đổ bộ nhằm chiếm đóng các quần đảo Caroline và Mariana do Đức chiếm giữ.
Đầu những năm 1920, Kurama được điều về hạm đội phía Bắc hỗ trợ cho cuộc đổ bộ lực lượng Nhật Bản lên nước Nga trong vụ can thiệp Siberia để giúp đỡ cho lực lượng Bạch vệ chống lại Hồng quân Bolshevik. Kurama bị tháo dỡ vào ngày 20 tháng 9 năm 1923 do những giới hạn của Hiệp ước Hải quân Washington.

## Những hình ảnh

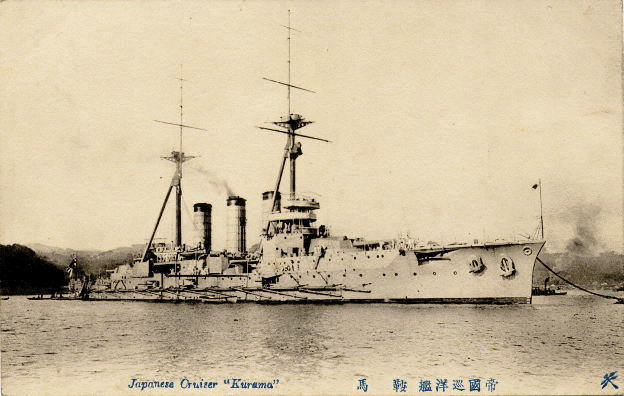
Một bưu thiếp cũ
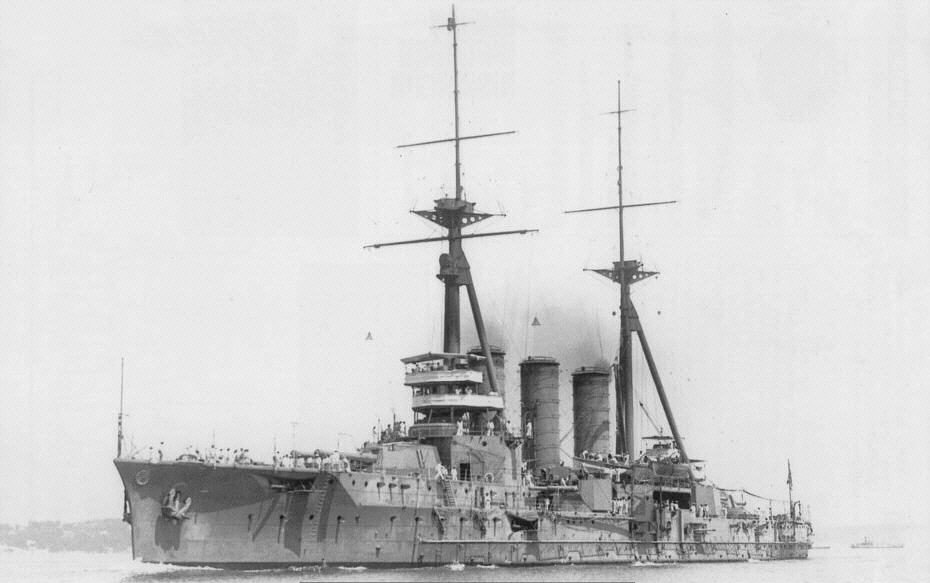
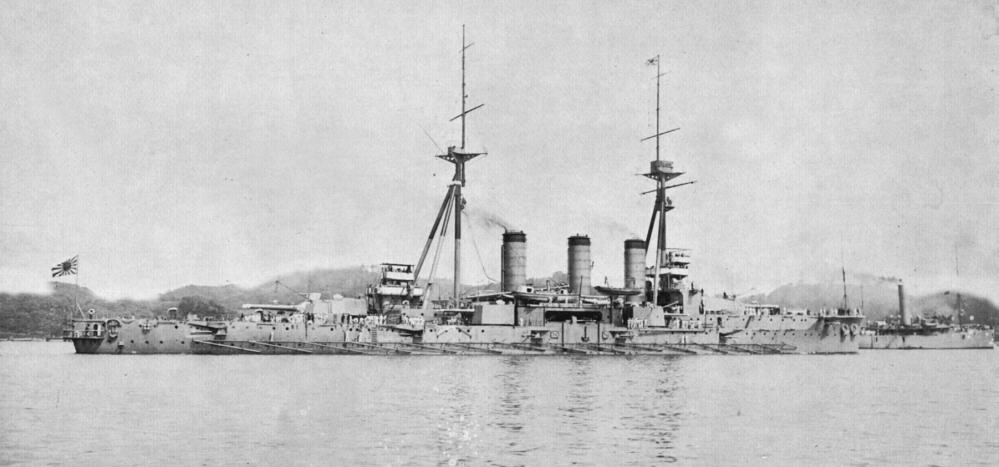
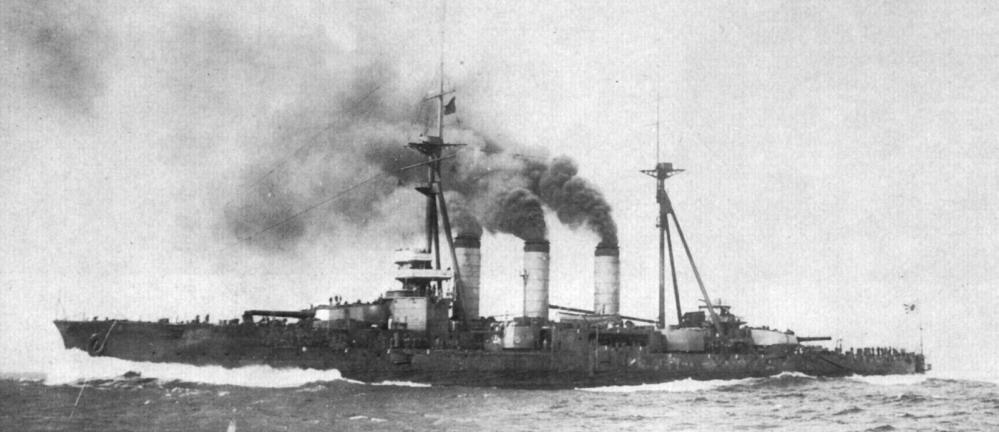
Đang chạy thử máy
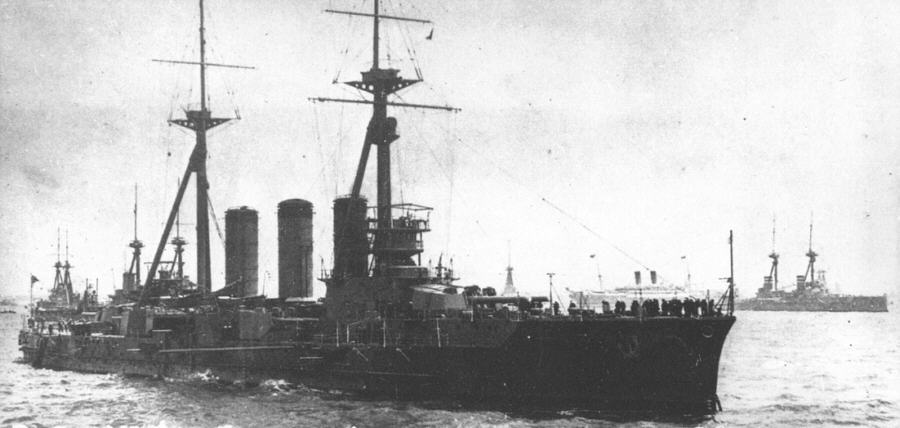
Tại buổi lễ đăng quang của Vua George V vào tháng 6 năm 1911